# Pertuis (Vaucluse)
Pertuis – miejscowość i gmina we Francji, w regionie Prowansja-Alpy-Lazurowe Wybrzeże, w departamencie Vaucluse.
Według danych na rok 2006 gminę zamieszkiwało 18 906 osób, a gęstość zaludnienia wynosiła 285 osób/km² (wśród 963 gmin regionu Prowansja-Alpy-W. Lazurowe Pertuis plasuje się na 43. miejscu pod względem liczby ludności, natomiast pod względem powierzchni na miejscu 97).

## Populacja

Populacja Pertuis w latach 1962-2008

## Współpraca
- Herborn
- Este
- Utiel
- Alton